# Жуль Дюмон-Дюрвіль
Жуль Себастья́н Сеза́р Дюмо́н-Дюрві́ль (фр. Jules Sébastien César Dumont d'Urville; 23 травня 1790, Конде-сюр-Нуаро — 8 травня 1842, Версаль) — французький мандрівник, мореплавець, океанограф, дослідник південної частини Тихого океану й Антарктики, офіцер військового флоту, учений. Одна з найвідоміших його заслуг — те, що він розшукав місце загибелі іншого знаменитого французького мореплавця Жана-Франсуа Гало де Лаперуза. Був членом Французького географічного товариства.